# Qu'est-ce que la philosophie ?
 (mai 2023).
Qu'est-ce que la philosophie ? est le titre français de la conférence Was ist das-die Philosophie , donnée en août 1955 par Martin Heidegger à Cerisy-la-Salle , texte traduit par Kostas Axelos et Jean Beaufret, regroupé avec d'autres opuscules  sous le titre Identité et différence prenant place dans l'édition intégrale allemande la « Gesamtausgabe », sous le numéro 11, et publié en français dans Question I et II Gallimard. « L'ambition de ce texte complexe n'est pas d'exposer l'histoire de la philosophie du point de vue de Heidegger mais d'expliciter la philosophie en tant que philosophie dans la tradition philosophique » (notes des traducteurs p. 345). 
Le conférencier commence par prendre acte de l'impossibilité de présenter une définition de la philosophie. Le  peu que nous en savons est que la philosophie n'est pas seulement matière à connaissance érudite mais qu'elle nous concerne nous autres êtres humains d'une manière essentielle. Elle est une réponse à l'appel de l'être et à ce titre un chemin à emprunter.

## Impossibilité d'une définition
Heidegger souligne une première difficulté : comment juger de la philosophie de l'intérieur à la philosophie (comment juger philosophiquement de la philosophie) (p. 318)
Heidegger semble hésiter, parfois il parle de « science de l'être » ou de science primordiale parfois il récuse le terme même de science appliqué à la philosophie. « La simple évaluation de la philosophie d'après l'idée de science est peut-être déjà la plus funeste dépréciation de son essence la plus intime » selon un propos du philosophe que rapporte Hadrien France-Lanord,,. 
En s'éloignant du néo-kantisme, donc, des philosophies de la connaissance et de la Logique, Heidegger à cette époque s'exposait à ne plus savoir exactement quel était le domaine de la philosophie, balançant entre « Weltanschauung », « Vision du monde » et science positive, alors même que le professeur n'abandonne pas l'idée d'établir la philosophie comme une « archi-science » (c'est-à-dire, qui possède elle-même ses propres principes). En perdant son caractère scientifique, la philosophie en tant qu'auto-compréhension de la vie garde néanmoins son caractère originaire en tant que science pré-théorique.
Heidegger poursuit sa méditation en récusant une autre possibilité faisant de la philosophie soit une chose qui relève du sentiment soit une chose qui relèverait de la raison, au motif que la distinction rationnel/irrationnel appartient à la philosophie et ne la domine pas (p. 319)
Heidegger pense que la question de ce qu'est la philosophie est pervertie par la tradition aristotélicienne avec son  « ti esti » (« ce que c'est »), grec : τὸ τί ἦν εἶναι, réponse à la question « qu'est-ce que c'est ? » qui en fait une science de l'étant .
Partant de son origine grecque, l'auteur s'attelle, dans cette conférence  « à découvrir un concept entièrement nouveau de la philosophie ».
Pour Heidegger tant la question que sa modalité (la manière et le comment) sont grecques (p. 324)
En posant la question il n'est pas seulement donné une définition de ce qui est visé (qu'est-ce qui est là-bas au loin : un arbre), mais aussi de ce en quoi est à comprendre la quiddité . Pour  Aristote c'est la substance, il n'en a pas toujours été ainsi, pour Platon, par exemple, c'est l'idéa (p. 323) 
Heidegger parle à propos de ce qu'est la philosophie d'une question historiale, qui « conduit de ce que furent les Grecs jusqu'à nous-mêmes » (p. 325).

## La philosophie nous concerne
Elle nous concerne et nous affecte d'une manière autre que ne le fait l'affect ou le sentiment (p. 319). Le mot philosophie parle grec, c'est en tant que mot grec qu'il est un chemin (p. 319). φιλοσοφία fait signe vers l'adjectif grec φιλόσοφος (p. 326). Poursuivant sa méditation, Heidegger va chercher des éclaircissements chez Héraclite quant au sens de l'adjectif φιλόσοφος (philosophos) (p. 327).
Heidegger après Héraclite  en élargit le sens, il ne s'agit plus seulement comme dans les traductions traditionnelles d'« amour de la sagesse » mais plus profondément de correspondance avec logos, de correspondance et d'harmonie (p. 327),.
Heidegger voit la philosophie, non comme un objet conceptuel, mais comme un chemin (p. 321). Un chemin ouvert par les Grecs, qui sera un temps « gouverné et dominé par des représentations relevant du christianisme »(p. 321)
« La philosophie est un certain mode d'appartenance qui rend capable de prendre en vue l'étant en tournant le regard vers ce qu'il est, en tant qu'il est étant » (p. 331), ce qui est visé c'est  l'« étantité» (Platon la détermine comme ἰδέα, Aristote comme energeia ἐνέργεια ou principe et cause, soit enfin l'objectif et le disponible dans le monde moderne). Dans cette optique Heidegger prenant un exemple (p. 330) s'interroge : en quel sens doit être pensé l'être pour que des choses telles que « principe » et « cause » en arrive, notamment chez Aristote, à définir l'être de l'étant ? (p. 331). 
« La question qui interroge la philosophie est une question historiale, c'est-à-dire qu'il y va en elle de notre sort » (p. 324).
Ce chemin « conduit de ce que furent les Grecs jusqu'à nous-mêmes, si ce n'est au-delà de nous-mêmes » (p. 325)

## Le chemin de la philosophie
Pour Heidegger, les philosophes sont interpellés par l'être de l'étant, c'est-à-dire au fond, toujours par le « Même »(p.332). Répondre à la question qu'est-ce que la philosophie passe par un dialogue avec ces philosophes (p.333). 
Suit un long et dense développement sur les conditions de possibilités de l'« être-au-monde » qui passe par l'examen du domaine d'extension de la philosophie. 
« La réponse à la question : qu'est-ce-que la philosophie consiste en ceci que nous correspondions à ce vers quoi est en chemin la philosophie. Et ce vers quoi elle est en chemin, c'est l'être de l'étant » (p.335). Cette correspondance essentielle et cachée constitue le trait fondamental de notre être , mais elle est rarement assumée consciemment (p.336). 
Cette correspondance est l'effet d'une « disposition » du Dasein (p.337). La disposition, écrit Françoise Dastur, « loin de constituer seulement l'accompagnement affectif d'un voir ou d'un faire, est au contraire ce par quoi nous découvrons primairement le monde »   Sachant que l'homme  est toujours accordé, comme un instrument de musique, écrit Heidegger, le Da-sein, l'homme est le site où l' Être est pris en garde soutenu et mis à l'abri comme «être » (se déployant) et non simplement comme étant. 
« Est philosophie, la correspondance qui parle, dans la mesure où elle prend en garde l'appel de l'être de l'étant ». « Pour que la vérité de l' Être se déploie, il faut braucht qu'elle soit prise en garde et mise à l'abri ». « l'étant en tant qu'étant convoque la parole selon une modalité telle que le « dire » s'accorde à l'être de l'étant »(p.337).
Déjà, comme le souligne Heidegger, Platon faisait du πάθος, de l'« étonnement », l'origine de la philosophie (p.338). Ce πάθος au sens où l'entendait les Grecs et Heidegger « régissait d'un bout à l'autre chaque pas de la philosophie » (p.339). 
Étonnement qui prend d'abord la forme « d'un recul devant l'étant, devant le fait qu'il est , et qu'il est ainsi et pas autrement » (p.340). Par cet étonnement s'ouvre l'être de l'étant si bien que pour les philosophes grecs c'est par cette disposition que la correspondance à l'être de l'étant était accordée (p.340).
Descartes va opérer une mutation, la disposition du doute, et non plus celle de l'étonnement, prenant appui sur l'indubitabilité du cogito ergo sum va créer les conditions d'une claire et distincte distinction de la vérité (p.341).
Pour terminer Heidegger s'interroge, sans y apporter au niveau de ce texte, vraiment de réponse , notamment quant à la tonalité (disposition) impliquée par l'achèvement de la métaphysique et correspondant au temps moderne (p.341).